# Terremoto de Managua de 1972
El terremoto de Managua de 1972, llamado localmente terremoto del 72, fue un sismo de magnitud 6.2 en la escala Richter que destruyó la capital de Nicaragua, a las 00:35 a. m. hora local (06:35 UTC) del sábado 23 de diciembre de 1972 (en vísperas de la Navidad). Duró 30 segundos, seguido por dos réplicas de magnitud 5.0 y 5.2 a la 01:18 y 01:20 a. m. (07:18 y 07:20 UTC), respectivamente, casi una hora después del primer temblor, con epicentro dentro del Lago Xolotlán 2 kilómetros al noreste de la Planta Eléctrica Managua en la falla de Tiscapa.
Destruyó el centro de la ciudad y causó cerca de 19 320 muertos y 20 000 heridos, aunque no se sabe el número exacto de fallecidos debido a que hubo cadáveres que nunca fueron sacados de los escombros por los rescatistas nacionales y extranjeros y que al descomponerse causaron un fuerte hedor durante casi 5 meses hasta la llegada de la estación lluviosa en mayo de 1973. El desastre causó más muertos debido a que la mayoría de las casas de taquezal que se cayeron ya habían sido dañadas por el terremoto del 31 de marzo de 1931, y no fueron reparadas apropiadamente, aunque hubo casas modernas de taquezal que soportaron el temblor. Aunque el sismo no fue especialmente importante por su moderada magnitud, sus consecuencias fueron notables por las políticas de confiscación y prohibición de reconstruir el centro por parte del gobierno, convirtiéndolo en el peor desastre telúrico jamás registrado en Nicaragua.
Los incendios causados por el desastre se prolongaron durante las dos semanas siguientes hasta el 6 de enero de 1973, debido al uso no generalizado de breakers automáticos, el quiebre de la tubería de agua potable y al desplome de los dos cuarteles del Benemérito Cuerpo de Bomberos de Managua, situados en el barrio Candelaria y frente al Estadio Nacional, que se derrumbaron aplastando a las unidades. Esto obligó a los cuerpos de bomberos de los departamentos de Carazo, Estelí, Granada, León, Masaya y Matagalpa a ir a Managua para apagar el fuego; la energía eléctrica se fue en casi todo el país debido a que estaba centralizada en la capital en esa época. La destrucción fue comparada por el diario La Prensa, en su primera edición post-terremoto del jueves 1 de marzo de 1973, con los bombardeos nucleares de Hiroshima y Nagasaki, Japón, del 6 y el 9 de agosto de 1945, respectivamente, al final de la Segunda Guerra Mundial, con los titulares «En 30 segundos solo Hiroshima y Managua» y «Un ensayo del Juicio Final». Ha sido uno de los más fuertes hasta el terremoto de Nicaragua del 1 de septiembre de 1992 que tuvo la magnitud de 7.6 grados y causó un tsunami.

## Configuración tectónica
Managua, que se encuentra en la orilla sur del lago Xolotlán, cerca de la costa occidental de Nicaragua, está situada dentro de una zona volcánica activa conocida como la Cadena Volcánica Centroamericana. La ciudad tiene un largo historial de actividad volcánica y sísmica que surge de los movimientos relativos de dos placas de la corteza terrestre que se cruzan cerca de la frontera suroeste de América Central. La placa de Cocos, ubicada al este de la dorsal del Pacífico Oriental, se está moviendo hacia el noreste y se hunde lentamente bajo la placa del Caribe. La zona de buzamiento se inicia en la superficie de la fosa mesoamericana, que se extiende de 4 a 5 kilómetros de profundidad a lo largo de la costa del Pacífico desde México hasta Costa Rica. Pero en lugar de un simple movimiento de la corteza entre las dos placas, se cree que el terremoto fue causado por un ajuste superficial de la presión geológica en la esquina suroeste de la placa del Caribe, aunque fue por fallamiento local.

## Premoniciones
El día anterior, el viernes 22, el ingeniero Carlos Santos Berroterán llegó por la tarde a las oficinas del diario La Prensa para decirle a su director el Doctor Pedro Joaquín Chamorro Cardenal que la sequía que ese año abatía el país podría causar un sismo fuerte. La hipótesis se reforzaba en que el invierno de 1930, que precedió al terremoto de Managua del 31 de marzo de 1931, fue de escasa pluviosidad y que era necesario publicarlo en La Prensa ese mismo día (en esa época La Prensa salía a las cinco de la tarde y no fue hasta 1996 que se convirtió en un diario matutino); Chamorro le dijo que publicarían en la primera página una esquela anunciando dicha hipótesis para hablar a fondo sobre ella los días siguientes.
Hacía mucho calor. En la noche se sintieron 3 temblores leves a eso de las 22:00 y 22:30, pero casi nadie le dio importancia pues era día de fiesta previa a la celebración de Navidad de 1972. El cielo se veía enrojecido.

## El terremoto, sus réplicas y su magnitud
A las 00:35 horas del sábado 23 tembló fuerte en Managua durante 30 segundos a causa de un sismo con una magnitud en escala Richter 6,2; cuyo epicentro fue dentro del Lago Xolotlán 2 kilómetros al noreste de la Planta Eléctrica Managua, ubicada a orillas de dicho lago, causando la mayor destrucción en el centro capitalino, pues el sismo hizo que se activaran las fallas geológicas de Tiscapa, Los Bancos, Chico Pelón (estas tres dentro del centro), la de las Escuelas y la del Aeropuerto, esta última llamada así porque pasa debajo del Aeropuerto Internacional de Managua, que en ese tiempo se llamaba Aeropuerto Internacional de las Mercedes. La falla del Estadio (que atraviesa el Estadio Nacional Denis Martínez), causante del terremoto de 1931 no se activó esta vez. Era la segunda vez en 41 años, 8 meses y 23 días que la ciudad se estremecía por un fuerte terremoto. A la 1:18 y 1:20 a. m. otros dos sismos de magnitud 5.0 y 5.2 terminaron de derribar las viejas construcciones.
El flujo eléctrico dejó de circular casi al instante de la primera sacudida; los conductos de agua se reventaron y saltaron; un derrumbe ciclópeo se veía por doquier y por las calles corrieron ramificadas grietas de insondable profundidad. La luna, apenas pasada de llena, continuó alumbrando dantescas escenas, desde un cielo enrojecido por los incontenibles incendios que casi al instante estallaron en la zona comercial.

## La destrucción y los daños

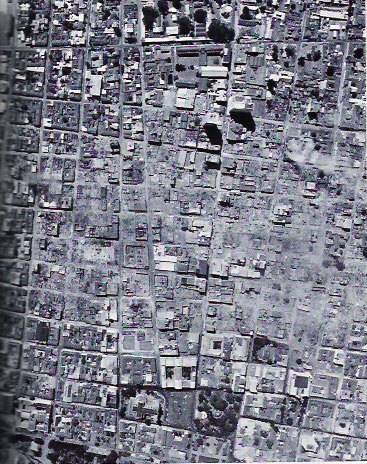
Vista aérea de Managua después del terremoto.

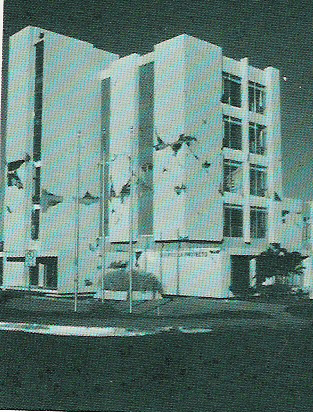
Edificio de Seguros La Protectora que quedaba en el Paseo Tiscapa. Fue demolido en el año 2000.

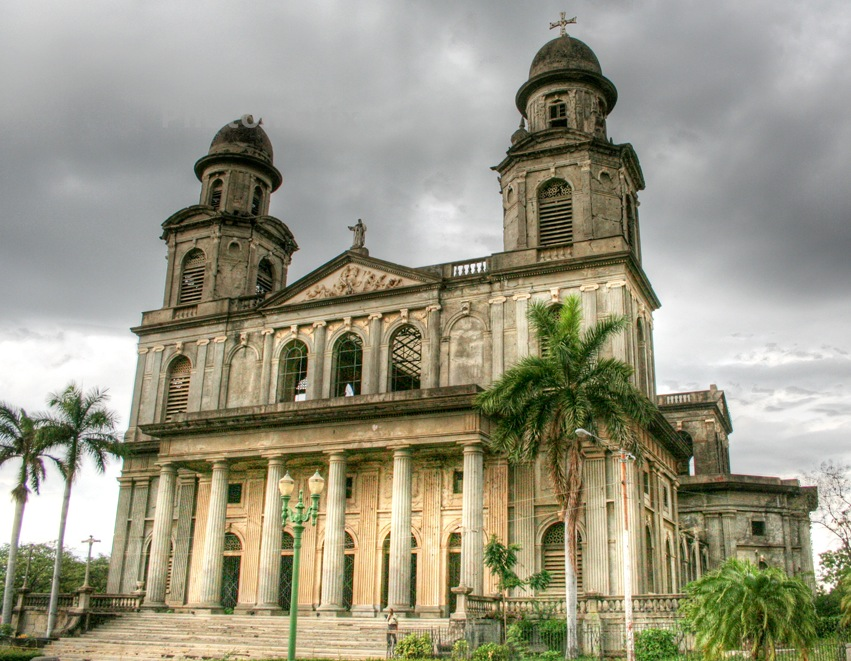
Antigua Catedral de Managua que sigue dañada 5 décadas después.

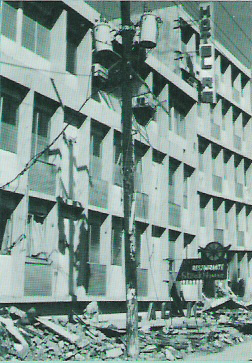
Estado en que quedó el Hotel Reisel, en la calle 15 de Septiembre, al cual se le hundió el primer piso.

El terremoto afectó 27 kilómetros cuadrados, de los cuales 13 fueron totalmente destruidos, es decir la casi totalidad del centro de la ciudad. Los daños materiales fueron cuantiosos: el 90% de las casas, en el radio central, se derrumbaron y las que quedaron en pie estaban dañadas severamente, al punto de reconocerse como inservibles, o simplemente resistieron el sismo sin mayores daños. Más de 600 manzanas quedaron destruidas por el sismo; unas 50.000 construcciones quedaron en escombros y más de 280.000 personas quedaron sin hogar.
El 75% de las viviendas y edificios del centro se derrumbaron total o parcialmente. El 95% de la pequeña industria desapareció; el 75% de la infraestructura urbana desapareció, el 90% del comercio sucumbió al terremoto y los incendios que duraron las dos semanas siguientes, el 40% de las fuentes de ingreso fiscales desapareció. Los servicios públicos de agua potable, energía eléctrica, telecomunicaciones y alcantarillado quedaron cortados por los movimientos terráqueos. En la ciudad de Managua cayeron destruidos todos los hospitales públicos y privados; los hospitales del Seguro Social, frente al costado norte del parque 11 de julio en la calle de este nombre, El Retiro (que estaba en la pista Benjamín Zeledón, de la actual rotonda El Güegüense una cuadra al este) y Bautista (el único hospital privado del país en esa época y que fue fundado por la Iglesia Bautista en 1936) se derrumbaron o quedaron dañados severamente. Sólo el Hospital Militar, inaugurado por el dictador Anastasio Somoza García el 1 de febrero de 1956, quedó en pie y fue reparado posteriormente; el Hospital Vélez Paiz situado en el kilómetro 5 y ½ de la Carretera Sur (en las afueras de la ciudad) resistió los temblores, fue reparado posteriormente funcionó como un hospital materno-infantil. Actualmente ha sido removido 500 m de dónde se encontraba en la Pista Juan Pablo II y sus antiguas instalaciones demolidas. Aunque una parte de ellas sirve como central de ambulancias.
La mayoría de las casas que se cayeron eran de taquezal, porque al sobrevivir al sismo de 41 años antes les "repararon" sus paredes con revestimiento pero no sus cimientos por lo que se derrumbaron, al igual que las casas nuevas de ese mismo material de construcción al no tener cimientos muy profundos, aunque hubo casas modernas de taquezal que soportaron el temblor. Hubo edificios de hormigón mal construidos que se desplomaron como los templos de Cristo del Rosario, del Carmen, del Calvario y del Redentor, varios templos protestantes y los colegios Calasanz (donde el sacerdote escolapio español Bruno Martínez Sacedo resultó herido y murió seis días después en el hospital de León), Divina Pastora, Ramírez Goyena, Bautista, Americano Nicaragüense, etc. La Catedral de Santiago, hoy Antigua Catedral de Managua, en la que había una protesta por los presos políticos liderada por el padre Fernando Cardenal, resultó agrietada quedando inhabilitada hasta hoy.
La Casa Presidencial de la Loma de Tiscapa, de estilo árabe, al igual que el Palacio del Ayuntamiento se derrumbó parcialmente porque el terremoto de 1931 había debilitado sus cimientos y paredes y posteriormente se demolió. El vecino Palacio de la Curva, sede del Jefe Director de la Guardia Nacional (GN), también resultó dañado y una de sus dos torres se cayó y fue demolido, pues al lado sur de ambos está la laguna de Tiscapa atravesada por la falla de su nombre, de suroeste a noreste, terminando en el lago Xolotlán. Inclusive la calzada del Paseo de Tiscapa, que bordea la laguna, quedó agrietada por dicha falla. La cárcel El Hormiguero, que también era la central de policía, se derrumbó, muriendo allí 13 policías y de 20 a 30 presos, salvo el único sobreviviente de 3 secuestradores del Vuelo 419 de Lanica, hecho ocurrido en 1971. La cárcel de la Aviación se derrumbó pereciendo cerca de 100 personas entre guardias y presos, aunque algunos presos políticos sobrevivieron y huyeron.
El edificio del Banco Central de Nicaragua (BCN) de 16 pisos y planta rectangular, en la intersección de la Avenida Roosevelt y la 4.ª Calle SO, quedó dañado; su auditorio del lado sur cayó, pues debajo del banco pasa la falla geológica de los Bancos. Esquina opuesta el Banco de América (BAMER) de 19 pisos, con un vestíbulo y 2 sótanos resistió los embates telúricos por su sistema antisísmico aprendido en California, Estados Unidos, y hoy es sede de muchas oficinas de la Asamblea Nacional de Nicaragua. Sus pilotes de hormigón son similares a los de la Torre Latinoamericana, de la Ciudad de México, México. Frente al costado norte del Banco Central y del costado oeste del BAMER se ubica el Banco Nacional de Nicaragua, de 3 pisos, que quedó en pie y hoy alberga a la Asamblea Nacional desde 1985, aun cuando una falla lo atraviesa.
Los edificios del INSS (Instituto Nacional de Seguridad Social), la Enaluf (Empresa Nacional de Luz y Fuerza), el Palacio Nacional (sede del Congreso y que hoy es el Palacio de la Cultura), el Banco Nicaragüense (BANIC), el Hotel Intercontinental Managua (hoy Hotel Crowne Plaza Managua), el Palacio de Comunicaciones, el Zacarías Guerra, el Cerna, el Aeropuerto Internacional de Managua (llamado en ese entonces Aeropuerto Internacional Las Mercedes), el Casino Militar, la Iglesia de Santo Domingo, etc. no sufrieron mayores daños y fueron reparados. El Teatro Nacional Rubén Darío, hecho con el sistema antisísmico japonés de rodos, resistió la sacudida sin mayores daños y apenas tenía 3 años de haberse inaugurado el 6 de diciembre de 1969. El centro nocturno Plaza (que antes fue sede de la Junta Nacional de Turismo y estaba ubicado en el costado este del Parque Central, en el lugar donde está hoy desde 1979 la tumba de Carlos Fonseca Amador, fundador del Frente Sandinista de Liberación Nacional, FSLN), se desplomó matando a varias parejas que bailaban allí; uno de los sobrevivientes es William Báez Sacasa, futuro presidente de la Lotería Nacional en el gobierno del Ingeniero Enrique Bolaños Geyer (2002-2007). La cantante Marina Cárdenas, que estaba en el club nocturno Versalles, se salvó de morir aplastada en el club nocturno Plaza debido a que estaba en el Versalles contando chistes.

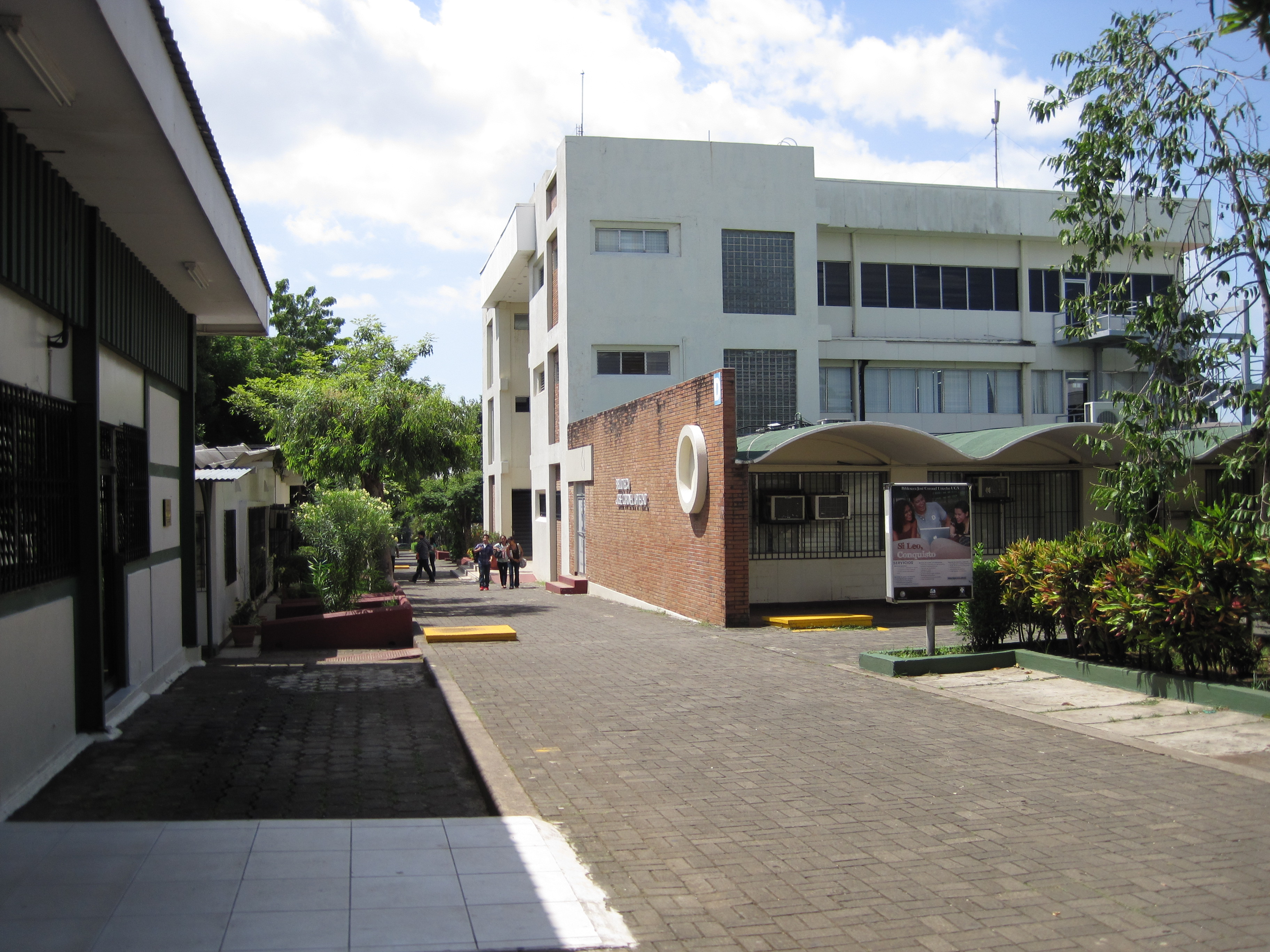
Edificios de la Universidad Centroamericana (UCA). A la derecha el pabellón de techo ondulado que resistió el terremoto de 1972. Detrás el edificio de la Biblioteca José Coronel Urtecho cuyo frontis fue dañado por el sismo de 2014.

Los mercados de San Miguel y Central sufrieron daños por el incendio al igual que el BANIC (hoy Ministerio de Hacienda y Crédito Público), el First National City Bank of New York, la parte superior del BAMER, la Casa MacGregor, el Balmoral, etc. La tienda La Florida, el hotel Reisel y el supermercado La Colonia, cerca de la estatua de Montoya, propiedad de la familia Mántica se les hundió un piso.  Algunos pabellones e instalaciones del antiguo recinto central de la Universidad Centroamericana (UCA), de los padres jesuitas cayeron, aunque los del nuevo Recinto Universitario Rubén Darío (RURD) de la Universidad Nacional Autónoma de Nicaragua (UNAN) ubicados al sur de la ciudad resistieron.

## El éxodo y el saqueo
El desastre hizo que hubiera un éxodo de decenas de miles de personas desde esa misma fátidica madrugada. Las Carreteras Norte, Sur, Nueva a León y la ciudad de Masaya se fueron congestionando por el desfile de vehículos donde huían los temerosos sobrevivientes. Con el fin de evitar una epidemia que hubiera sido de grandes proporciones, se ordenó evacuar la ciudad a la mayor brevedad posible y comenzó el éxodo más doloroso y triste que recuerda la historia de Nicaragua.
Hubo saqueo, primero por delincuentes comunes el mismo día del desastre, y después por habitantes de los barrios pobres de Managua cuyo conjunto era llamado el cinturón de miseria. Fueron saqueadas las casas comerciales, los almacenes, supermercados, tiendas, depósitos, iglesias, colegios públicos y privados, además de los bienes personales en las casas abandonadas por los atemorizados dueños, acto de lo más innoble y por demás censurable sin precedente en el país.
La ley marcial se decretó esa tarde. El jefe director de la Guardia Nacional, General de División Anastasio Somoza Debayle (Tacho), se proclamó jefe del Comité Nacional de Emergencia y de hecho en gobernante del país aunque estuviera la Junta Nacional de Gobierno (JNG). Tacho admitió que hubo algunos fusilamientos de saqueadores. Monseñor Miguel Obando y Bravo, S.D.B. Arzobispo de Managua recorrió las calles durante 20 horas ayudando a las víctimas del desastre, con su sotana blanca sucia y raída por el polvo de los escombros, según la información de La Prensa en su primera edición post-terremoto del 1 de marzo de 1973, al igual que 41 años antes lo hiciera de forma similar Monseñor José Antonio Lezcano y Ortega.
En la segunda página de esa edición el Doctor Pedro Joaquín Chamorro Cardenal publicó un editorial relacionado con el desastre, cuyo último párrafo dice así:

El terremoto fue un ensayo de ese Juicio Final en sólo 30 segundos, y eso significa que nunca como ahora, debemos de reflexionar sobre el equilibrio de la creación a través del cual, el Ser Supremo reclama su verdadero y perenne lugar como Señor de todas las criaturas que entre sí, deben ser iguales y tratarse con equidad y justicia.

## La ayuda internacional

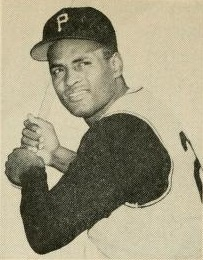
Roberto Clemente, que murió en accidente aéreo al llevar ayuda a los damnificados del sismo, en 1972.

La noticia de la catástrofe se difundió desde esa aciaga madrugada. Distintos países enviaron a sus Cruz Rojas respectivas, de las que se destacaron las de Estados Unidos, El Salvador, México, Israel, Taiwán, China, Japón, España, Finlandia, Costa Rica, Unión Soviética, Yugoslavia, Filipinas, Cuba, etc. Así enviaron socorristas, medicinas, alimentos enlatados, agua, frazadas y láminas de cinc. Y Venezuela envió a parte de su Defensa Civil.
La ayuda en dinero se recolectó en dólares en todo el mundo, y resulta anecdótico referir que mientras el archimillonario estadounidense Howard Hughes, (acantonado como excéntrico en el hotel Intercontinental), huyó despavorido del país en forma misteriosa, el dinero fluía a Nicaragua de miles de bolsillos compasivos; incluyendo la subasta de una rosa en España, cuyos pétalos se subastaron a alto precio entre el pueblo español y luego esparcidos sobre la yaciente ciudad. Gesto de emotiva recordación fue la del distinguido del béisbol puertorriqueño, Roberto Clemente, que organizó la ayuda para la "Nicaragua amiga" (lema de la recién pasada XX  Serie Mundial de Béisbol en Nicaragua) pereciendo en el avión que lo traía en su labor de salvamento, con víveres para los damnificados, el cual despegó del aeropuerto de San Juan, Puerto Rico, el 31 de diciembre y cayó al Océano Atlántico debido al sobrepeso de la aeronave. No menos conmovedora fue la acogida que muchos países ofrecieron a tanto niño huérfano y desamparado, por la iniciativa de la presidenta de la Junta Nacional de Asistencia y Previsión Social de Nicaragua (JNAPSN) y primera dama doña Hope Portocarrero de Somoza esposa del General Anastasio Somoza Debayle. La señora Hope realizó una obra admirable trabajando casi sin descansar, empezando sus deberes cada día desde muy temprano en las mañanas, reuniendo dinero y atendiendo a la prensa internacional.
Para apagar los incendios (que se extendieron debido a que los 2 cuarteles del Benemérito Cuerpo de Bomberos de Managua, situados en el barrio Candelaria y frente al Estadio Nacional, se derrumbaron aplastando a las unidades) llegaron a la capital el 25 de diciembre los bomberos de Cartago, Costa Rica, quienes con bombas de agua bombearon desde el lago Xolotlán para apagar el fuego el cual se extendió durante las 2 semanas siguientes, pues sólo había presión del agua para beber y no para apagar los incendios.
El grupo de rock británico The Rolling Stones realizó un concierto a beneficio de las víctimas, en Los Ángeles, Estados Unidos, donde recaudaron cerca de £ 200.000 en fondos de ayuda. En esa presentación también actuaron Santana y Cheech & Chong. El espectáculo lo promovió Bianca Jagger, que entonces estaba casada con Mick Jagger, después de ir a Managua para dejar víveres a los damnificados.

## Las medidas

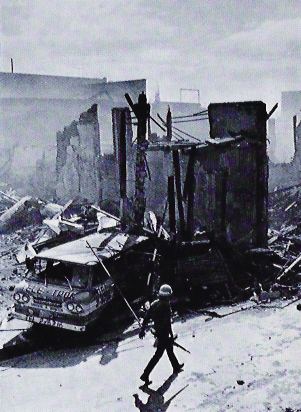
Un soldado de la Guardia Nacional patrullando las calles para evitar el saqueo.

Los rescatistas de la Cruz Roja Nicaragüense hicieron el rescate de personas atrapadas en los escombros, junto con los vecinos (entre ellos el Dr. Chamorro), desde esa madrugada a pesar de que el local de la Cruz Roja, frente al actual Ministerio del Trabajo, se desplomó aplastando las ambulancias. Inmediatamente después de la catástrofe se organizó a nivel gubernamental el Comité Nacional de Emergencia y sus primeras medidas fueron las de disponer de muertos y heridos. Fosas comunes se practicaron en el Cementerio General u Occidental y cerca del Estadio Nacional para sepultar a más de mil cadáveres; otros fueron incinerados en el lugar donde cayeron, a los muertos se los recogía en las calles y los llevaban en camiones volquete al mencionado lugar para volcarlos en ambas fosas comunes. Con los hospitales y clínicas destruidas se recurrió a dar asistencia médica en casas de campaña a los damnificados, mientras las primeras ayudas en este sentido procedían del exterior.
Se decretó ley marcial para que la Guardia Nacional restableciera el orden público y controlara el pillaje. Varios jeeps de la GN recorrieron las calles del centro destruido con altoparlantes diciendo: Se ha decretado la ley marcial, se ha decretado la ley marcial. Se la vamos a aplicar de inmediato, detengan la robadera. Vamos a aplicar la ley marcial. Se ordenó la evacuación de la ciudad, la alimentación de los damnificados y la vacunación de estos para evitar epidemias que en estas circunstancias tienden a desatarse; se declaró y se cercó el centro como área de desastre, procediéndose a la demolición de casas y edificios dañados o destruidos por los temblores. Para dicha tarea se crearon las brigadas de demolición.

## Consecuencias

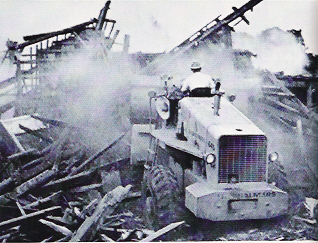
Un bulldozer removiendo los escombros.

Al año siguiente (1973) varios edificios fueron demolidos con una bola demoledora, como la lujosa iglesia de San Antonio y la iglesia de San Sebastián, el Almacén Tina Lugo, La Curva, la Casa Presidencial, los colegios Calasanz, Goyena, Divina Pastora, el Hotel Balmoral, el Palacio del Ayuntamiento, el Club Social Managua, varios casinos y night clubs. El centro de la ciudad fue declarado propiedad del Estado, por un decreto de la Junta Nacional de Gobierno, prohibiéndose su reconstrucción total por lo que se confiscó. Hasta hoy permanecen escombros allí en el viejo centro y Managua es al igual que Antigua Guatemala, ciudades destruidas por sismos que tienen ruinas por tal desastre, pues otras ciudades destruidas por terremotos se han reconstruido como Ciudad de Guatemala en Guatemala; San Salvador, El Salvador; Ciudad de México, Xalapa-Enríquez, Orizaba, Quimixtlán e Ixtaczoquitlán, México; Lima y Pisco, Perú; Tokio, Yokohama, Kōbe, Japón y Cartago, Costa Rica, etc.
Según los medios de prensa de la época, de no ser por los altos edificios aún en pie se podría comparar el daño con los de las ciudades de Hiroshima y Nagasaki, Japón, después del estallido de las bombas atómicas al final de la Segunda Guerra Mundial.

## Cultura popular
El terremoto inspiró el poema Réquiem a una ciudad muerta, de Pedro Rafael Gutiérrez, cuya lectura por Fabio Gadea Mantilla fue grabada en disco LP y musicalizado por el cantante y actor de radio Otto de la Rocha. También en 1973 el cantante Carlos Mejía Godoy grabó el disco Cantos a flor de pueblo, dedicado a Managua, con las canciones Que viva Managua, Entre los escombros, Panchito Escombros y Tata Buche.
En 1973 el músico Alfonso Noel Lovo grabó su álbum Terremoto Richter 6-25 Managua, inspirado en el desastre fusionando ritmos nicaragüenses con ritmos extranjeros.
El desastre es narrado gráficamente en el número 254 de la revista mexicana de historietas Aventuras de la vida real, del 19 de marzo de 1975, titulado La destrucción de Managua.